# (11978) Makotomasako
(11978) Makotomasako est un astéroïde de la ceinture principale.

## Description
(11978) Makotomasako est un astéroïde de la ceinture principale. Il fut découvert le 20 septembre 1995 à Kitami par Kin Endate et Kazuro Watanabe. Il présente une orbite caractérisée par un demi-grand axe de 2,62 UA, une excentricité de 0,31 et une inclinaison de 4,8° par rapport à l'écliptique.

## Compléments